# 唄う橋幸夫 颯爽股旅篇
『唄う橋幸夫 颯爽股旅篇』は、1964年1月にビクターレコードより発売された、橋幸夫の股旅関係の14の楽曲を収録したLP盤アルバム（JV-5095）である。初の股旅物に特化したアルバムとなっている。

## 概要
- 1960年7月、『潮来笠』（作詞：佐伯孝夫、作曲：吉田正）でデビューした橋は、その年12月末に25cmLPで初のベストアルバムとなる『橋幸夫傑作集』をリリース、その後このシリーズは第9集（63年12月）まで制作されている。30cmLPでは、62年1月より『橋幸夫オールヒットメロディー第1集』をリリースし、これは第4集（63年12月）まで制作されている。この時期は、LP盤が25cmから30cmへ、モノラル録音からステレオ録音の移行期と重なっており、橋のアルバムリリースも、25cmステレオの『ヒットソング集』をリリースしたりしているが、その後30cmステレオ録音の『橋幸夫ステレオハイライト』シリーズ（第1集は64年4月）に集約されていった[2]。
- 本アルバムがリリースされた1964年は、モノラル盤でのリリースの終焉期で、橋のヒット曲から股旅ものを選択して、30cmLPモノラルでリリース、股旅物に限定した初のベストアルバムとして14の楽曲が収録されている。
- 1960年7月の『潮来笠』から、本アルバムがリリースされた64年1月までの3年半の期間で、橋はシングルを44枚リリースし、その殆どでビクターヒット賞を獲得しているが、その中からシングルA面13曲とB面曲1曲取り上げている。取り上げられているB面曲の「浮き名の渡り鳥」は『沓掛時次郎』のC/W曲で、B面曲でヒットした「伊太郎旅唄」は含まれていない。
- なお、モノラルのベストアルバムの最後となるのは1965年4月にリリースする『橋幸夫ゴールデンヒットアルバム第1集』（2枚組）で、モノラルLPの総集編として、1枚目に「股旅もの・時代歌謡」2枚目に「青春現代歌謡」を収録するという、他のアルバムには見られない特異な構成となっている[3]。

## 収録曲
A面
1. 潮来笠　（1枚目のシングル）
　作詞：佐伯孝夫、作・編曲：吉田正
2. おけさ唄えば　（3枚目のシングル）
　作詞：佐伯孝夫、作・編曲：吉田正
3. 木曽ぶし三度笠　（5枚目のシングル）
　作詞：佐伯孝夫、作・編曲：吉田正
4. 喧嘩富士　（4枚目のシングル）
　作詞：佐伯孝夫、作・編曲：吉田正
5. 磯ぶし源太　（6枚目のシングル）
　作詞：佐伯孝夫、作・編曲：吉田正
6. 沓掛時次郎　（10枚目のシングル）
　作詞：佐伯孝夫、作・編曲：吉田正
7. すっとび仁義　（11枚目のシングル）
　作詞：白崎まさし、補作詞：佐伯孝夫、作・編曲：吉田正

B面
1. 俺ら次郎長　（14枚目のシングル）
　作詞：北条誠、作・編曲：吉田正
2. 花の兄弟　（16枚目のシングル）
　作詞：佐伯孝夫、作・編曲：吉田正
3. 中山七里　（22枚目のシングル）
　作詞：佐伯孝夫、作・編曲：吉田正
4. 浮き名の渡り鳥　（10枚目のシングルc/w曲）
　作詞：佐伯孝夫、作・編曲：吉田正
5. 成田の花太郎　（28枚目のシングル）
　作詞：佐伯孝夫、作・編曲：吉田正
6. 花の折鶴笠　（29枚目のシングル）
　作詞：佐伯孝夫、作・編曲：吉田正
7. お祭り小僧　（36枚目のシングル）
　作詞：佐伯孝夫、作・編曲：吉田正

## その他の股旅アルバム
オリジナルアルバムやベストアルバムなど多数あるが、主なものとして
- 『颯爽!橋幸夫 股旅名曲集』 [1972/7発売]
- 『股旅グラフィティ』 [1977/11/25発売]
- 『またたびの詩』 [1978/6/25発売]
- 『日本列島三度笠』 [1985/7/5発売]
- 『股旅演歌ベスト＜潮来笠から子連れ狼まで＞』[1986/5発売]
- 『橋幸夫／股旅ベスト・オブ・ベスト』[1994/10発売]
- 『元祖、股旅ここにあり！』 [2001/11/21発売]

などがある。